# Division de Zhob
La division de Zhob (en ourdou : ژوب ڈویژن) est une subdivision administrative de la province du Baloutchistan au Pakistan. Elle compte près de 1,5 million d'habitants en 2017, et sa capitale est Loralai.
Comme l'ensemble des divisions pakistanaises, la subdivision a été abrogée en 2000 avant d'être rétablie en 2008.
La division regroupe les districts suivant :
- district de Barkhan ;
- district de Killa Saifullah ;
- district de Loralai ;
- district de Musakhel ;
- district de Sherani ;
- district de Zhob.